# Disco Dance
Disco dance (рус. Диско танец) — студийный альбом итальянского певца и актёра Адриано Челентано, вышедший в 1977 году.

## Об альбоме
Диск содержит ремейки более ранних песен. Например, композиция «Ma che freddo stasera» — это ремейк песни «Such a cold night tonight» («Как ночь сегодня холодна»), которая звучит в фильме «Юппи-ду».
Немецкий аналог этого альбома назывался Variations.

## Список композиций
1. «Azzurro (Pallavicini/Conte)»
2. «A woman in love — Rock around the clock»
3. «Pregherò»
4. «Ma che freddo stasera — (Such a cold night tonight)»
5. «Don’t play that song (you lied)»
6. «Nata per me»
7. «Bei tempi»
8. «Mondo in Mi 7a»